# Greg
Greg (pseudonym för Michel Régnier), född 5 maj 1931, död 29 oktober 1999, var en belgisk serieskapare och -redaktör, manusförfattare och romanförfattare.
Greg kom att bli en av 1900-talets mest produktiva franska serieskapare, såväl med sina egna serier, som med mer eller mindre tillfälliga inhopp på andras verk. Bland de serier som Greg själv skapade märks Bernard Prince och Comanche (tecknade av Hermann Huppen), Oliver och Colombina (tecknad av Dany), Luc Orient (tecknad av Eddy Paape), Bruno Brazil (tecknad av William Vance), Colby (tecknad av Michel Blanc-Dumont), Cobalt (tecknad av Walter Fahrer) samt Achille Talon och Rock Derby som han tecknade själv.
Under åren 1964–1975 var Greg redaktör för den franska ledande serietidningen Tintin, vilket innebar betydande inflytande över Frankrikes serieproduktion. Utöver sina egna skapelser har Greg på olika sätt bidragit till ett flertal av den fransk-belgiska serieproduktionens mest kända serier.
Mellan 1957 och 1963 skrev Greg manus till sex Spirou-äventyr: "Buddhas fånge", "Experimentet som blev en mardröm", "Z som i Zafir", "Skuggan av Z", "Tembo Tabou" och "Högt spel i Bretzelburg".
1969 hade den första tecknade Tintin-filmen, Solens tempel, premiär. Greg svarade för manuset, som baserades på två av Hergés Tintin-album. Solens tempel följdes 1972 av Tintin och hajsjön, som byggde på ett originalmanus skrivet av Greg.
Efter René Goscinnys död 1977 skrev Greg en kort serie med Lucky Luke: "Jolly Jumper blir förälskad" (Un amour de Jolly Jumper, 1978)
I mitten på 1980-talet beslutades det att låta Spirou-djuret Marsupilami bli huvudperson i en egen albumserie. Greg kom att svara för manuset till de två första albumen: "Jakten på Marsupilami" (La queue du Marsupilami, 1987) och "Marsupilamis hittebarn" (Le bébé du bout du monde, 1988)
Andra serier som Greg bidragit till inkluderar bland andra Gaston, Clifton, Mickes äventyr och Klorofyll.